# Національний медичний університет імені О. О. Богомольця
Національний медичний університет імені О. О. Богомольця — вищий медичний навчальний заклад України, що розташований у м. Києві.

## Історія

### Докиєвський період
Національний медичний університет імені О. О. Богомольця веде свої початки від формально утвореного 1644 року факультету медицини Академії та університету віленського Товариства Єзуїтів у Вільні (заснованих у 1579 році королем Стефаном Баториєм). Фактично медичний факультет запрацював з 1781 року з реформуванням навчального закладу в Головну школу Великого князівства Литовського як Медична колегія.
Після третього поділу Речі Посполитої Велике князівство Литовське стало частиною Російської імперії, а Головна школа в 1803 році згідно акту імператора Олександра І була реорганізована в Імператорський Віленський університет з чотирма факультетами: фізико-математичним, морально-політичним (з богослов'ям), філологічним (відділення словесних наук і образотворчих мистецтв) та медичним. Нараховувалось 32 кафедри, викладалося 55 предметів. Університету належав ботанічний сад, анатомічний музей, клініка, фізична і хімічна лабораторії, бібліотека в 60 тисяч томів.
Участь студентів у нелегальних патріотичних організаціях (Товариство філоматів, товариство філаретів тощо), а згодом діяльність студентів та викладачів під час Листопадового повстання призвели до закриття університету. Медичний факультет був реорганізований в Медично-хірургічну академію (240 студентів), а теологічний в католицьку Духовну академію (до 100 осіб; в 1844 р. була переведена в Санкт-Петербург як Імператорська римсько-католицька духовна академія, нині — Люблінський католицький університет Іоанна Павла II). Університетська бібліотека, як і медико-хірургічна академія були передані у відомство Міністерства внутрішніх справ.

### Медичний факультет Київського імператорського університету Святого Володимира
В 1840 році Віленська медико-хірургічна академія була ліквідована з перетворенням її в медичний факультет Київського університету Святого Володимира. Значна частина перших професорів факультету переїхала з Вільна. Так, кафедру фізіології очолив Едуард Мірам, кафедру державного лікарезнавства Іван Леонов, професором хімії був Ігнатій Фонберг. Новостворений факультет отримав матеріально-технічну базу колишньої академії разом з бібліотекою, що на початку XXI століття складає основу Бібліотеки НМУ ім О. О. Богомольця та великою колекцією Віленського анатомічного музею, що зберігається в музейних колекціях університету. Також з матеріально-технічною базою академії Університет Св. Володимира отримав решту власності колишнього Імператорського Віленського університету, що до того часу не була передана медично-хірургічній та духовній академіям (з подальшою передачою дублетів Імператорському Харківському університету).

### Київський жіночий медичний інститут
Оскільки жінки переважно не мали права навчатися в університетах Російської імперії до 1917 року, група професорів Медичного факультету Київського імператорського університету Святого Володимира вирішили 1907 року відкрити медичне відділення на Київських вищих жіночих курсах. Згодом у 1915 році це відділення було перетворено на окремий Київський жіночий медичний інститут, де навчались декілька тисяч жінок.

### Київський медичний інститут
В 1920 році було створено Київський інститут охорони здоров'я, який об'єднав медичний факультет університету св. Володимира, Київський жіночий медичний інститут, медичний факультет Українського державного університету. До його складу увійшов в жовтні 1920 р. Одонтологічний інститут, перетворений на однойменний факультет. Вже за рік Київський інститут охорони здоров'я було перейменовано в Київську державну медичну академію, що згодом була перетворена в Київський медичний інститут. У 1936—1938 рр. — Київський медичний інститут імені С. В. Косіора.
Під час німецько-радянської війни Київський медичний інститут у липні 1941 року було евакуйовано до Харкова, де об'єднано з Другим київським медичним інститутом, Вінницьким, Одеським, Дніпропетровським медичним інститутами. Через наближення фронту об'єднаний Український медичний інститут евакуювали далі, до Челябінська. Повернення у Київ відбулося наприкінці 1943 року. У 1944 році на базі Київського медичного інституту, 147 викладачів і співробітників якого залишилися працювати в Челябінську, був заснований Челябінський медичний інститут[джерело?]. 
У 1941—1942 роках у Києві діяв медичний інститут, дозволений німецькою окупаційною адміністрацію, який утім був невдовзі ліквідований.
В 1946 році інституту присвоєно ім'я академіка Олександра Богомольця.
У 1992 році медичний інститут реформовано та створено Український державний медичний університет імені О. О. Богомольця. З 1995 року носить назву Національного медичного університету імені О. О. Богомольця.

## Сертифікація та глобальні рейтинги
В 2016 році університет впровадив систему управління якістю ISO 9001:2008. В 2016 році НМУ отримав 3 зірки в глобальному рейтингу університетів QS, хоча у щорічний рейтинг 800 найкращих світових університетів не потрапив. В 2016 році університет посів 1 місце серед медичних ВНЗ в консолідованому рейтингу вищих навчальних закладів України за версією сайту «Освіта.UA» 2016 року.

## Міжнародні зв'язки
Англомовна форма навчання студентів-іноземців започаткована в НМУ 2004 р. Навчання інозмених громадян було розпочате в 1956 р.; провадилося переважно російською, хоча незабаром після здобуття Україною незалежності з'явилися групи з україномовною формою навчання. Викладання навчальних дисциплін англійською провадиться за спеціальностями «Лікувальна справа» та «Стоматологія».
Задля удосконалення володіння англійською при кафедрі іноземних мов НМУ у 2003 р. було організовано курси для працівників університету. З 2016 році проведення курсів з англійської мови для викладачів університету проводиться також на базі British Council.
Англійською мовою в НМУ навчається понад 500 осіб — це громадяни США, Швеції, Польщі, Туреччини, Індії, Ірану, Іраку, Лівану, Кувейту, Чаду, Нігерії, Гани. На час навчання студенти забезпечуються гуртожитком.
Відділом міжнародних зв'язків регулярно проводиться методична робота з кафедрами, контролюється наявність та якість навчально-методичної літератури, заохочується видання підручників та посібників англійською мовою. Так, лише за два минулі роки[які?] кафедрами НМУ було підготовлено навчальні посібники (усього 50 найменувань), які у вигляді брошур вийшли друком та були передані до університетської бібліотеки. Зважаючи на наявність комп'ютерних залів в НМУ та персональних комп'ютерів у студентів, усі охочі безкоштовно забезпечуються електронними версіями методичних розробок з дисциплін, які викладаються на І-V курсах.
Наукова та освітня співпраця проводиться з низкою відомих університетів, серед яких Оксфордський університет (Велика Британія), Каролінський Інститут (Швеція), Алабамський Університет (США), Ягеллонський університет.[джерело?]
Університет проводить щорічно набір іноземних громадян на такі факультети як медичний (підготовка за спеціальністю «лікувальна справа»), стоматологічний (підготовка за спеціальністю «стоматологія»), фармацевтичний (підготовка за спеціальністю «фармація») та підготовчий факультет, на якому слухачі отримують базові знання з фізики, біології, хімії і російської чи української мов.

## Підготовка лікарів
Підготовка лікарів у НМУ здійснюється на факультетах університету та складається з двох обов'язкових етапів: додипломної та післядипломної підготовки.
На додипломному етапі навчання здійснюється за освітньо-професійними програмами загальної лікарської підготовки фахівця освітньо-кваліфікаційного рівня «магістр» («спеціаліст» до 2016 року). Після засвоєння освітньо-професійної програми загальної лікарської підготовки за базовими спеціальностями відповідно до навчального плану фахівцю присвоюється кваліфікація — «лікар» і надається право виконання професійної роботи лікаря-інтерна.

## Факультети та інститути
- Медичний факультет № 1
- Медичний факультет № 2
- Медичний факультет № 3 (педіатричний)

Фізико-хімічний корпус, травень 2009 року.

- Навчально-науковий інститут громадського здоров’я та профілактичної медицини
- Навчально-науковий інститут психічного здоров’я
- Стоматологічний факультет
- Фармацевтичний
- Підготовки лікарів для Збройних сил України
- Підготовки іноземних громадян

## Післядипломна освіта
Післядипломна освіт в університеті організовується в Інституті післядипломної освіти (ІПО), в складі якого функціонує 6 кафедр за основними напрямками підготовки лікарів-інтернів.

На етапі післядипломної спеціалізації лікар-спеціаліст проходить навчання в інтернатурі за обраною спеціальністю і після виконання кваліфікаційних вимог одержує державний сертифікат установленого зразка, що надає йому право роботи у лікувально-профілактичних установах відповідно до затвердженого переліку (наказ МОЗ України від 22.06.95, № 114). Підготовка наукових і науково-педагогічних кадрів на третьому освітньому рівні (PhD) на медичному факультеті проводиться в аспірантурі або поза аспірантурою. Ця система дійсна у відношенні випускників-відмінників навчання, рекомендованих для наукової праці Радою факультету.
Підготовка провізорів здійснюється на двох обов'язкових етапах: додипломному і післядипломному.
На етапі додипломної підготовки навчання здійснюється за освітньо-професійними програмами загальної підготовки фахівця освітньо-кваліфікаційного рівня спеціаліст за базовою спеціальністю «Фармація». Після засвоєння освітньо-професійної програми загальної підготовки фахівцю присвоюється кваліфікація — «провізор» і йому надається право на виконання професійної роботи провізора-інтерна. Після підготовки
в інтернатурі фахівцю присвоюється кваліфікація — «провізор» з певної спеціальності, що дає йому право обіймати адекватну посаду відповідно до затвердженого переліку (наказ МОЗ України від 22.06.95, № 114).

### Магістратура
До 2016 року підготовка магістрів медицини (фармації) проводиться одночасно з підготовкою спеціалістів з певного лікарського (провізорського) фаху в інтернатурі і спрямована на поглиблену спеціальну, науково-практичну, педагогічну та дослідницьку підготовку з цієї ж лікарської (провізорської) спеціальності згідно з переліком лікарських (провізорських) спеціальностей, затвердженим наказом МОЗ України. З 2016 року відповідно до Закону України «Про вищу освіту» освітньо-кваліфікаційний рівень магістра прийшов на заміну «спеціалісту».

### Аспірантура
Аспірантура є формою підготовки науково-педагогічних та наукових кадрів вищої кваліфікації. Підготовка в аспірантурі проводиться за спеціальностями: акушерство і гінекологія; внутрішні хвороби; хірургія; нейрохірургія; урологія; онкологія; дитяча хірургія; педіатрія; кардіологія; ревматологія; інфекційні хвороби; ендокринологія; нервові хвороби; психіатрія; офтальмологія; оториноларингологія; шкірні та венеричні хвороби; травматологія та ортопедія; стоматологія; променева діагностика та променева терапія; терапія; лікувальна фізкультура; судова медицина; фтизіатрія; пульмонологія; клінічна фармакологія; анестезіологія та інтенсивна терапія; гігієна та професійна патологія; епідеміологія; соціальна медицина; нормальна анатомія; нормальна фізіологія; патологічна анатомія; патологічна фізіологія; фармакологія; імунологія та алергологія; гістологія, цитологія та ембріологія;вірусологія; педагогічна та вікова психологія; медична психологія; фармацевтична хімія та фармакогнозія.

#### Умови прийому
На навчання до аспірантури приймають на конкурсній основі осіб, які мають вищу освіту і кваліфікацію спеціаліста або магістра. Вступники складають іспити із спеціальності та однієї з іноземних мов. Правила прийому затверджуються Вченою радою.
Термін навчання в аспірантурі чотири років, після чого аспірант зобов'язаний представити дисертаційну роботу для захисту в спеціалізованій вченій раді.

### Докторантура
Докторантура є формою підготовки науково-педагогічних та наукових кадрів вищої кваліфікації. В НМУ відкрита докторантура
з 14 спеціальностей: акушерство та гінекологія; внутрішні хвороби; хірургія; педіатрія; кардіологія; шкірні та венеричні хвороби; стоматологія; ревматологія; дитяча хірургія; гігієна та професійна патологія (медичні науки); соціальна медицина; нормальна анатомія (медичні науки); імунологія та алергологія; гістологія, цитологія, ембріологія.

### Спеціалізовані вчені ради
У НМУ працюють 9 спеціалізованих вчених рад, які охоплюють 20 спеціальностей з присудження наукових ступенів доктора та кандидата наук:
- Д 26.003.01 — гігієна та професійна патологія (медичні науки); соціальна медицина; вірусологія (медичні науки); мікробіологія (медичні науки);
- Д 26.003.02 — шкірні та венеричні хвороби; імунологія та алергологія;
- Д 26.003.03 — акушерство та гінекологія; хірургія; дитяча хірургія;
- Д 26.003.04 — педіатрія;
- Д 26.003.05 — стоматологія;
- Д 26.003.06 — нормальна анатомія; патологічна анатомія; гістологія, цитологія, ембріологія;
- Д 26.003.07 — медична біохімія (медичні науки); медична біохімія (біологічні науки);
- Д 26.003.08 — кардіологія; ревматологія;
- Д 26.009.09 — внутрішні хвороби; гастроентерологія.

## Наукова робота
НМУ є одним з провідних наукових медичних центрів України та знаходиться на 4 місці за індексом Гірша (Scopus) серед інших медичних ВНЗ України. Тематика науково-дослідних робіт в університеті відповідає профілю підготовки спеціалістів і охоплює фундаментальні та прикладні НДР.

### Науково-дослідницькі напрямки
Основні напрями наукової роботи університету це проблеми педіатрії, акушерства та гінекології (проблеми невиношування вагітності, запобігання ускладненням при пологах, здоров'я матері та дитини); соціально-значимі захворювання дітей та підлітків (артеріальна гіпертензія, цукровий діабет 1 типу); гігієнічні проблеми навколишнього середовища; збереження здоров'я та профілактика інфекційних захворювань населення України (нормування екзогенних, хімічних речовин у ґрунті, вивчення впливу важких металів, отрутохімікатів тощо на здоров'я людини); розробка нових патогенетичних обґрунтованих технологій в кардіології та ревматології (ІХС, гіпертонічна хвороба, хронічний еритематоз, ревматоїдний артрит тощо); діагностика, лікування та профілактика захворювань шлунково-кишкового тракту та органів гепатобіліарної системи (виразкова хвороба шлунка, жовчнокам'яна хвороба, гострий панкреатит тощо); питання патогенезу, діагностики, лікування та профілактики стоматологічних захворювань; окремі медичні проблеми: з інфекційних захворювань фтизіатрії, урології, захворювань очей, шкіри, нервових хвороб тощо; медичні проблеми наслідків Чорнобильської катастрофи (особливості перебігу захворювань, вивчення комплексної дії радіонуклідів та важких металів на здоров'я людини).

### Науковий потенціал
Серед більше 2000 науково-педагогічних працівників працюють більше 200 докторів та більше 800 кандидатів наук, з них більше 100 професорів та більше 400 доцентів. Кафедри, Інститут експериментальної та клінічної медицини, Інститут післядипломної освіти, Інститут гігієни та екології забезпечені обладнанням та апаратурою, що дозволяє проводити наукові дослідження на сучасному рівні.[джерело?] Клінічні та експериментальні наукові дослідження здійснюються під контролем Комісії з питань етики, яка проводить обов'язкову біоетичну експертизу всіх наукових робіт, що плануються та виконуються в НМУ.[джерело?]

## Наукова робота студентів
В університеті студентів, які бажають займатись науково-дослідною роботою об'єднує Студентське наукове товариство, що організоване у 1881 р., а з 1970 р. СНТ носить ім'я свого засновника — О. А. Киселя. Роботу СНТ координує відділ наукової роботи студентів науково-дослідної частини університету. На кафдерах університету функціонують наукові студентські гуртки, учасники яких мають можливість до бути залученими до науково-дослідних робіт, що виконуються на кафедрах.

## Скандали
Під час подій Євромайдану керівництво університету зайняло позицію ігнорування мітингів, проте час від часу блокувало вихід студентів з навчальних корпусів, закриваючи двері і ворота. Студенти 23 лютого 2014 року вирушили до ректорату з вимогою до ректора, В. Ф. Москаленка піти у відставку. Ректора було звільнено за наказом Міністерства охорони здоров'я України.
У лютому 2016 року студентам університету видали картки-перепустки до гуртожитків, на яких герб ВУЗу був розміщений на тлі карти України без Криму
Ректор університету запевнила, що виготовляло картки приватне підприємство, назву якого вона не назвала, і видача цих карток була відразу припинена, як тільки помилка була виявлена, а студентам почали видавати нові виправлені картки. Разом з тим Міністерство інформаційної політики України направило запит компетентним органам з'ясувати обставити інциденту і вжиття необхідних заходів.

## Відомі люди

### Випускники
У період з 1841 до 1917 року Медичний факультет Київського імператорського університету Святого Володимира закінчили 7036 лікарів. У період з 1918 до 1944 року Київський медичний інститут (у 1918—1920 — Медичний факультет Університету святого Володимира) закінчили 10888 лікарів, а в 1918—1980 роках випускників було близько 47 тисяч.

#### Медичний факультет Київського університету (1840—1920)
- Володимир Правдич-Немінський — автор першої в світі неінвазивної енцефалограми
- Лука (Войно-Ясенецький) — випуск 1903 року.
- Булгаков Михайло Опанасович — письменник, драматург, театральний режисер і актор.
- Соколов Феодосій Онисимович — завідувач кафедри акушерства і гінекології

#### Київський медичний інститут (1921—1992)
- Олександр Авраменко  — лікар-педіатр. Доктор медичних наук (1990), професор (1993).
- Вадим Березовський — патофізіолог, спеціаліст в галузі клінічної фізіології та космічної медицини, доктор медичних наук, професор, академік Міжнародної академії проблем гіпоксії.
- Володимир Гонгальський — лікар-ортопед, невролог. Доктор медичних наук (1994), професор кафедри неврології та реабілітаційної медицини (до 2017 року).
- Василь Комісаренко — український ендокринолог та патофізіолог, академік АМН України та академік НАН України, організатор і директор Інституту ендокринології та обміну речовин. Завідувач кафедри кафедри патофізіології 1955—1960 рр.
- Іраїда Концевич —український та радянський судовий медик, педагог, доктор медичних наук, професор, завідувач кафедри судової медицини КМІ (1971—1991).
- Анатолій Ластовець — хірург, заслужений лікар України (2016).
- Анатолій Лісовий — завідувач кафедри судово-медичної експертизи.
- Олег Мусій — міністр охорони здоров'я України у 2014 році.
- Ілля Нікберг — український вчений-медик, спеціаліст із проблем профілактичної медицини, популяризатор медичних знань, медичний публіцист.
- Галина Скибо — доктор медичних наук, професор, член-кореспондент НАН України, завідувачка відділу цитології Інституту фізіології імені О. О. Богомольця НАН України.
- Володимир Хмелевський — акушер-гінеколог
- Євгеній Чазов — радянський і російський кардіолог, академік РАН і РАМН, член Президії РАМН, доктор медичних наук, професор. Лауреат Нобелівської премії миру (1985).
- Сергій Чорнокульський — професор кафедри анатомії людини.
- Ігор Щуліпенко — лікар-терапевт, доктор медичних наук, професор кафедри пропедевтики внутрішніх хвороб (1974—2010).

#### Національний медичний університет (з 1993)
- Досенко Віктор Євгенович — професор кафедри патофізіології, завідувач відділу загальної та молекулярної патофізіології Інституту фізіології імені О. О. Богомольця НАН України.
- Короленко Володимир Васильович — український лікар, науковець, державний службовець і громадський діяч, заступник Голови Державної служби України з лікарських засобів та контролю за наркотиками, доктор медичних наук.

### Викладачі
- Ґедройць Віра Гнатівна — завідувач кафедри факультетської хірургії (1929—1932).
- Голота Владислав Якович — засновник та завідувач кафедри акушерства та гінекології № 3 (1982—2006), декан педіатричного факультету (медичного факультету № 3; 1990—1999).
- Драннік Георгій Миколайович — засновник і завідувач кафедри клінічної імунології та алергології (з курсом дитячої клінічної імунології; 1994—2012).
- Зазибін Микола Іванович — завідувач кафедри гістології (1954—1976).
- Зельдич Любов Яремівна — завідувачка кафедри госпітальної педіатрії (1948; 1964—1965).
- Іванюта Орест Максимович — перший декан медичного факультету № 2 (1971—1979).
- Курченко Андрій Ігорович — завідувач кафедри клінічної імунології та алергології з секцією медичної генетики (з 2012).
- Майданник Віталій Григорович — завідувач кафедри педіатрії № 4 (1990—2020), проректор з лікувальної роботи (1994—2000), декан медичного факультету № 3 (2005—2010).
- Пилипчук Микола Степанович — завідувач кафедри фтизіатрії (1960—1996), проректор з лікувальної роботи (1965—1970).
- Свиридов Олександр Іванович — доцент кафедри нормальної анатомії (1946—1973).
- Спіров Михайло Сергійович — завідувач кафедри нормальної анатомії (1930—1941; 1944—1971).
- Тишко Олександр Григорович — декан з роботи з іноземними студентами (1974—1981), професор кафедри мікробіології (1960—2001).
- Хмелевський Юрій Володимирович — декан 2-го лікувального факультету (1985—1988), завідувач кафедри біоорганічної та біологічної хімії (1976—1997).
- Хржонщевський Никанор Адамович — перший завідувач та ініціатор створення кафедри загальної патології (патофізіології) (1869—1888), декан медичного факультету (1870—1872).